# Kepli Lajos
Kepli Lajos (Szekszárd, 1978. október 11. –) magyar okleveles környezetmérnök, jogász, politikus; 2010. május 14-től 2019. június 25-ig a Jobbik Magyarországért Mozgalom országgyűlési képviselője. 2019–2022 között Balatonalmádi város független polgármestere.

## Családja
Felesége Kepliné Blázsi Ágnes. Gyermekeik: Kepli Ákos, Kepli Kornélia, Kepli Emese.

## Élete
2004-ben a Pannon Egyetem Mérnöki Karán okleveles környezetmérnöki végzettséget szerzett.
2018-ban a Pécsi Tudományegyetemen jogász végzettséget szerzett.
2010. május 14-től a Jobbik Magyarországért Mozgalom országgyűlési képviselője 2019. június 25-ig, amikor visszaadta mandátumát.
2019-től 2022-ig Balatonalmádi város független polgármestere volt. 2022. március 30-án lemondott polgármesteri tisztségéről, 2022. április 1. napjával.